# Acacia aspidioides
Acacia aspidioides é uma espécie de leguminosa do gênero Acacia, pertencente à família Fabaceae.